# Liste der Einträge im National Register of Historic Places im Tom Green County
Die Liste der Registered Historic Places im Tom Green County führt alle Bauwerke und historischen Stätten im texanischen Tom Green County auf, die in das National Register of Historic Places aufgenommen wurden.

## Aktuelle Einträge
| Lfd. Nr. | Name                                                                          | Bild | Datum der Eintragung | Adresse/Lage | Ort        | ID       | Beschreibung |
| -------- | ----------------------------------------------------------------------------- | ---- | -------------------- | --- | ---------- | -------- | ------------ |
| 1        | Angelo Heights Historic District                                              |      | 25. Nov. 1988        | Roughly bounded by Colorado St., the Concho River, Live Oak St., S. Bishop St., Twohig St., and S. Washington St. | San Angelo | 88002605 |              |
| 2        | Aztec Cleaners and Laundry Building                                           |      | 25. Nov. 1988        | 119 S. Irving | San Angelo | 88002577 |              |
| 3        | Building at 113-119 East Concho                                               |      | 13. Sep. 1990        | 113--119 E. Concho                                                                                                | San Angelo | 88002564 |              |
| 4        | C. A. Broome House                                                            |      | 25. Nov. 1988        | 123 S. David | San Angelo | 88002567 |              |
| 5        | C. C. Walsh House                                                             |      | 13. Sep. 1990        | 922 Pecos | San Angelo | 88002584 |              |
| 6        | Clayton House                                                                 |      | 25. Nov. 1988        | 1101 S. David | San Angelo | 88002570 |              |
| 7        | Collyns House                                                                 |      | 25. Nov. 1988        | 315 W. Twohig | San Angelo | 88002597 |              |
| 8        | Develin House                                                                 |      | 25. Nov. 1988        | 913 S. David | San Angelo | 88002568 |              |
| 9        | Dr. Herbert A. Wardlaw House                                                  |      | 25. Nov. 1988        | 233 W. Twohig | San Angelo | 88002596 |              |
| 10       | Dr. M. M. Woodward House                                                      |      | 25. Nov. 1988        | 44 W. 25th St. | San Angelo | 88002549 |              |
| 11       | Eckert House                                                                  |      | 25. Nov. 1988        | 503 Koberlin | San Angelo | 88002578 |              |
| 12       | Emmanuel Episcopal Church                                                     |      | 25. Nov. 1988        | 3 S. Randolph | San Angelo | 88002590 |              |
| 13       | First Presbyterian Church                                                     |      | 25. Nov. 1988        | 32 N. Irving | San Angelo | 88002604 |              |
| 14       | Fort Concho Historic District                                                 |      | 15. Okt. 1966        | S edge of San Angelo                                                                                              | San Angelo | 66000823 |              |
| 15       | Frederick Beck Farm                                                           |      | 25. Nov. 1988        | 1231 Culberson | San Angelo | 88002566 |              |
| 16       | Freeze Building                                                               |      | 20. Juni 1997        | 18 W. Concho Ave.                                                                                                 | San Angelo | 97000615 |              |
| 17       | Greater St. Paul AME Church                                                   |      | 25. Nov. 1988        | 215 W. 3rd St. | San Angelo | 88002548 |              |
| 18       | Hagelstein Commercial Building                                                |      | 25. Nov. 1988        | 616--620 S. Chadbourne                                                                                            | San Angelo | 88002560 |              |
| 19       | Harris Drug Store                                                             |      | 14. Juni 2001        | 114 S. Chadbourne St.                                                                                             | San Angelo | 01000665 |              |
| 20       | Hilton Hotel                                                                  |      | 20. Sep. 1984        | 36 E. Twohig St.                                                                                                  | San Angelo | 84001999 |              |
| 21       | Holcomb-Blanton Print Shop                                                    |      | 25. Nov. 1988        | 24 W. Beauregard                                                                                                  | San Angelo | 88002554 |              |
| 22       | House at 1017 South David                                                     |      | 25. Nov. 1988        | 1017 S. David | San Angelo | 88002569 |              |
| 23       | House at 123 Allen                                                            |      | 25. Nov. 1988        | 123 Allen | San Angelo | 88002601 |              |
| 24       | House at 1325 South David                                                     |      | 25. Nov. 1988        | 1325 S. David | San Angelo | 88002571 |              |
| 25       | House at 140 Allen                                                            |      | 25. Nov. 1988        | 140 Allen | San Angelo | 88002550 |              |
| 26       | House at 1621 North Chadbourne                                                |      | 25. Nov. 1988        | 1621 N. Chadbourne                                                                                                | San Angelo | 88002559 |              |
| 27       | House at 203 S. David                                                         |      | 25. Nov. 1988        | 203 S. David | San Angelo | 88002603 |              |
| 28       | House at 221 North Magdalen                                                   |      | 25. Nov. 1988        | 221 N. Magdalen                                                                                                   | San Angelo | 88002579 |              |
| 29       | House at 405 Preusser                                                         |      | 25. Nov. 1988        | 405 Preusser | San Angelo | 88002586 |              |
| 30       | House at 410 Summit                                                           |      | 11. Aug. 1999        | 410 Summit | San Angelo | 88002591 |              |
| 31       | House at 419 West Avenue C                                                    |      | 25. Nov. 1988        | 419 West Ave. C                                                                                                   | San Angelo | 88002544 |              |
| 32       | House at 421 West Twohig                                                      |      | 25. Nov. 1988        | 421 W. Twohig | San Angelo | 88002598 |              |
| 33       | House at 427 West Twohig                                                      |      | 13. Sep. 1990        | 427 W. Twohig | San Angelo | 88002599 |              |
| 34       | House at 521 West Highland Boulevard                                          |      | 25. Nov. 1988        | 521 W. Highland Blvd.                                                                                             | San Angelo | 88002575 |              |
| 35       | House at 715 Austin                                                           |      | 25. Nov. 1988        | 715 Austin | San Angelo | 88002551 |              |
| 36       | House at 731 Preusser                                                         |      | 25. Nov. 1988        | 731 Preusser | San Angelo | 88002589 |              |
| 37       | Household Furniture Co.                                                       |      | 25. Nov. 1988        | 11 N. Chadbourne                                                                                                  | San Angelo | 88002558 |              |
| 38       | Iglesia Santa Maria                                                           |      | 25. Nov. 1988        | 7 West Ave. N | San Angelo | 88002547 |              |
| 39       | J. B. Blakeney House                                                          |      | 25. Nov. 1988        | 438 W. Twohig | San Angelo | 88002600 |              |
| 40       | J. J. Rackley Building                                                        |      | 30. Juni 1983        | 118 S. Chadbourne                                                                                                 | San Angelo | 83003163 |              |
| 41       | J. T. and Minnie McClelland House                                             |      | 25. Nov. 1988        | 715 W. Highland                                                                                                   | San Angelo | 88002576 |              |
| 42       | John and Anton Willeke House                                                  |      | 25. Nov. 1988        | 941 E. Harris | San Angelo | 88002573 |              |
| 43       | John C. Westbrook House                                                       |      | 25. Nov. 1988        | 600 West Ave. C                                                                                                   | San Angelo | 88002545 |              |
| 44       | John Willeke Jr. House                                                        |      | 25. Nov. 1988        | 1005 E. Harris | San Angelo | 88002574 |              |
| 45       | John Willeke Sr. House                                                        |      | 25. Nov. 1988        | 931 E. Harris | San Angelo | 88002572 |              |
| 46       | Lone Wolf Crossing Bridge                                                     |      | 25. Nov. 1988        | Ave. K extension, E of Oakes                                                                                      | San Angelo | 88002546 |              |
| 47       | Mason-Hughes House                                                            |      | 25. Nov. 1988        | 1104 W. Beauregard                                                                                                | San Angelo | 88002557 |              |
| 48       | Masonic Lodge 570                                                             |      | 25. Nov. 1988        | 130 S. Oakes | San Angelo | 88002580 |              |
| 49       | Monogram Square                                                               |      | 25. Nov. 1988        | 305 W. Concho | San Angelo | 88002602 |              |
| 50       | Montgomery Ward Building                                                      |      | 25. Nov. 1988        | 10 W. Beauregard                                                                                                  | San Angelo | 88002553 |              |
| 51       | Municipal Swimming Pool                                                       |      | 25. Nov. 1988        | 18 East Ave. A | San Angelo | 88002543 |              |
| 52       | Murrah House                                                                  |      | 25. Nov. 1988        | 212 W. Twohig | San Angelo | 88002594 |              |
| 53       | O. C. Fisher Federal Building                                                 |      | 25. Nov. 1988        | 33 E. Twohig | San Angelo | 88002592 |              |
| 54       | Oakes Hotel Building                                                          |      | 25. Nov. 1988        | 204 S. Oakes | San Angelo | 88002581 |              |
| 55       | Princess Ice Cream Co.                                                        |      | 25. Nov. 1988        | 217 W. Beauregard                                                                                                 | San Angelo | 88002556 |              |
| 56       | R. A. Hall House                                                              |      | 25. Nov. 1988        | 215 W. Twohig | San Angelo | 88002595 |              |
| 57       | R. Wilbur Brown House                                                         |      | 25. Nov. 1988        | 1004 Pecos | San Angelo | 88002585 |              |
| 58       | S. L. Henderson House                                                         |      | 25. Nov. 1988        | 1303 S. Park | San Angelo | 88002583 |              |
| 59       | San Angelo City Hall                                                          |      | 25. Nov. 1988        | City Hall Plaza                                                                                                   | San Angelo | 88002563 |              |
| 60       | San Angelo National Bank Building                                             |      | 16. Dez. 1982        | 201 S. Chadbourne St.                                                                                             | San Angelo | 82001740 |              |
| 61       | San Angelo National Bank, Johnson and Taylor, and Schwartz and Raas Buildings |      | 7. Apr. 1978         | 20--22, 24, 26 E. Concho Ave.                                                                                     | San Angelo | 78002988 |              |
| 62       | San Angelo Telephone Company Building                                         |      | 25. Nov. 1988        | 14 W. Twohig | San Angelo | 88002593 |              |
| 63       | Santa Fe Passenger Depot                                                      |      | 27. Nov. 1989        | 700 S. Chadbourne                                                                                                 | San Angelo | 88002561 |              |
| 64       | Santa Fe Railway Freight Depot                                                |      | 27. Nov. 1989        | 700 S. Chadbourne                                                                                                 | San Angelo | 88002562 |              |
| 65       | Shepperson House                                                              |      | 25. Nov. 1988        | 716 Preusser | San Angelo | 88002587 |              |
| 66       | Texas Highway Department Building, Warehouse and Motor Vehicle Division       |      | 25. Nov. 1988        | 100 Paint Rock Rd.                                                                                                | San Angelo | 88002582 |              |
| 67       | Tom Green County Courthouse                                                   |      | 25. Nov. 1988        | 100 W. Beauregard                                                                                                 | San Angelo | 88002555 |              |
| 68       | Tom Green County Jail                                                         |      | 22. Okt. 1976        | US 67 | San Angelo | 76002246 |              |
| 69       | West Texas Utilities Office                                                   |      | 25. Nov. 1988        | 15 E. Beauregard                                                                                                  | San Angelo | 88002552 |              |
| 70       | William Schneemann House                                                      |      | 25. Nov. 1988        | 724 Preusser St.                                                                                                  | San Angelo | 88002588 |              |